# فدراسیون کوبان جمهوری اسلامی ایران
فدراسیون کوبان جمهوری اسلامی ایران یا فدراسیون اسکواش جمهوری اسلامی ایران، فدراسیونی است که به آموزش اسکواش و برگزاری مسابقات آن در ایران مبادرت می‌ورزد. این فدراسیون با نام فدراسیون اسکواش جمهوری اسلامی ایران در مرداد ماه سال ۱۳۷۲ هجری خورشیدی در زمان ریاست مصطفی هاشمی‌طبا در سازمان تربیت بدنی، به ریاست غلامحسین فرزامی تأسیس گردید.

## ریاست فدراسیون
بعد از حضور دکتر مسعود سلیمانی  در راس فدراسیون با راه اندازی انجمن‌های اسکواش در آموزش و پرورش و تعامل مناسب با دانشگاه‌ها، شهرداری‌ها، نیروهای مسلح و حتی تربیت بدنی زندان‌ها و همچنین میزبانی مسابقات مهمی چون قهرمانی آسیا دربخش نوجوانان و جوانان برای اولین‌بار، این رشته به‌طور فراگیر در حال توسعه است و قریب به بیست هزار نفر در اسکواش به صورت جدی فعالیت می‌کنند.

## تغییر نام
طبق جلسه برگزار شده با فرهنگستان زبان و ادب فارسی واژه «کوبان» از خرداد ماه سال ۱۳۹۱ هجری خورشیدی جایگزین «اسکواش» شد.

## اماکن کوبان
در حال حاضر ۱۶ مکان در تهران و ۳۶ مکان در سایر استان‌ها برای این ورزش وجود دارد.